# Swoon
«Swoon» в переводе с англ. — «Обморок» — песня The Chemical Brothers, выпущенная в качестве первого сингла с альбома 2010 года Further. 6 мая 2010 года было выложено официальное видео на канале лейбла Parlophone Records в YouTube для продвижения сингла. Радиоверсия «Swoon» была выложена на iTunes 9 мая 2010 года. Песня вошла под номером 100 в UK singles chart, заняв самую низкую позицию в истории группы вплоть до возвращения в хит-парад сначала на 88-е, а затем на 85-е место.
Ремиксы на песню «Swoon» сделали Don Diablo и Boys Noize, дав начало слухам о выходе Swoon EP.

## Список композиций
1. «Swoon (Radio Edit)» — 3:06

## Музыкальное видео
Режиссёрами видео на композицию «Swoon» стали Адам Смит и Маркус Люалль, продюсированием занималось американское ответвление Black Dog Films/RSA Films.
Главным персонажем клипа является женщина, вокруг которой проходят мужчины чёрного и голубого цвета. Затем она встречает цветного человека, они вместе прыгают и танцуют. В конце они целуются и их цвета сливаются.

## Коммерческий успех
«Swoon» дебютировал в UK Dance Chart 16 мая 2010 года на 13-м месте, опустившись до 27-й позиции на следующей неделе. 30 мая 2010 года сингл упал на 30-е место, а затем поднялся до 22-го на 4-й неделе. С выходом альбома «Swoon» взобрался на 12-ю позицию вместе с вхождением в Top 100 на 88-е место в UK Singles Chart.
| Чарт (2010)                       | Наивысшее место |
| --------------------------------- | --------------- |
| UK Singles Chart (OCC)            | 85              |
| Великобритания (OCC UK Dance)     | 12              |
| Бельгия (Ultratop 50 Flanders)    | 22              |
| Mexico Ingles Airplay (Billboard) | 18              |
| Dance Club Songs (Billboard)      | 45              |